# Peyton List
Peyton Roi List (født 6. april 1998) er en amerikansk skuespiller. List er bedst kendt for sin medvirken i ABC's tv-serie Cashmere Mafia, hvor hun spiller Sasha Burden, datter til Frances O'Connori serien, og for sin rolle som Emma Ross i tv-serien Jessie, der er produceret af Disney Channel
Hun har derudover medvirket i filmserien Diary of a Wimpy Kid, hvor hun spiller Holly Hollis, samt i tv-filmen A Sister's Nightmare.
Hendes bror er skuespilleren Spencer List.

## Udvalgt filmografi

### Film
- Troldmandens lærling (2010)

- Diary of a Wimpy Kid (2011-2012)

- A Sister's Nightmare (2013)
- The Thinning (2016)

### Tv-serier
- Cashmere Mafia (2008)
- Jessie (2011-2015)
- Bunk'd (2015-2018) (Gæst i 2021)
- Bratty Sis (2018-2021)

## Eksterne links
- Wikimedia Commons har flere filer relateret til Peyton List
- Peyton List på Internet Movie Database (engelsk)
- Peyton List på Svensk Filmdatabas (svensk)
- Peyton List på AlloCiné (fransk)
- Peyton List på AllMovie (engelsk)
- Peyton List på The Movie Database (engelsk)
- Peyton List på Behind The Voice Actors (engelsk)

 Der er for få eller ingen kildehenvisninger i denne artikel, hvilket er et problem. Du kan hjælpe ved at angive troværdige kilder til de påstande, som fremføres i artiklen.